# Anaeglis argentialis
Anaeglis argentialis är en fjärilsart som beskrevs av Hugo Theodor Christoph. Anaeglis argentialis ingår i släktet Anaeglis och familjen mott. Inga underarter finns listade i Catalogue of Life.